# Гривенный
Гривенный — хутор в Красносулинском районе Ростовской области.
Населённый пункт входит в состав Табунщиковского сельского поселения.

## География
Хутор находится на реке Грушевке.

### Улицы
- ул. Новоселов;
- ул. Победы;
- ул. Садовая;
- ул. Степная;
- ул. Школьная.

## Население
| 2010 |
| ---- |
| 260  |